# Indigofera prostrata
Indigofera prostrata är en ärtväxtart som beskrevs av Carl Ludwig von Willdenow. Indigofera prostrata ingår i släktet indigosläktet, och familjen ärtväxter. Inga underarter finns listade i Catalogue of Life.